# Indústria Naval do Ceará
A Indústria Naval do Ceará - INACE é um estaleiro brasileiro com sede em Fortaleza. Foi fundado em 1969 por Gil Bezerra como empresa para construção de navios pesqueiros e atualmente atua no ramo da marinha de guerra, pesca, iates, rebocadores e outros tipos de navios de pequeno e médio porte.

## História
Em 1965 Gil Bezerra era bancário em Fortaleza quando decidiu investir com algum recurso que dispunha na pesca da lagosta. A pesca indústrial da lagosta estava no início no estado do Ceará. Gil Bezerra contratou carpinteiros navais e construiu seu primeiro barco de madeira na praia de Mucuripe. O barco atraiu o interesse de outros, que acabaram por compra-lo e dessa forma, antes de apenas pescar, Gil Bezerra passou também a construir barcos.
Com o desenvolvimento do setor pesqueiro, e o advento da pesca do camarão, houve um aumento na demanda por embarcações maiores e mais resistentes. A INACE então iniciou no Ceará a construção pioneira em escala de embarcações de aço soldado eletricamente, para época uma novidade na região. Com a resposta positiva do mercado a empresa adquiriu no início da década de 1970 um virador ferroviário que foi responsável por um grande incremento no prazo e nos custos de montagem das embarcações bem como pela utilização de um sistema radial de trilhos. O resultado foi a construção de 600 embarcações em 20 anos, o que corresponde a aproximadamente 80% da frota do Norte e Nordeste.

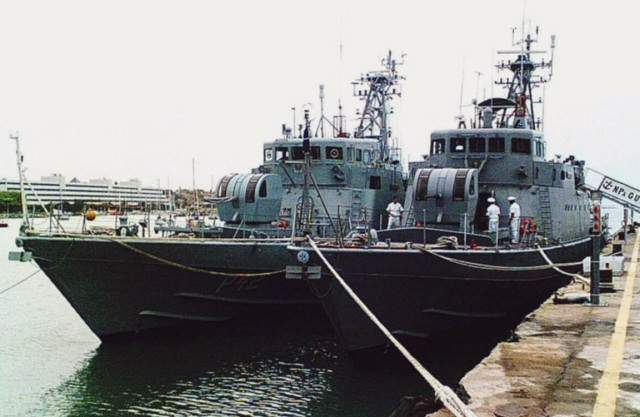
NPa da classe Grajaú na doca do estaleiro.

No início da década de 1980, os estaleiros do país foram beneficiados pelo Segundo Plano Nacional da Construção Naval. O programa governamental incentivava o desenvolvimento do setor naval brasileiro, então o segundo do mundo. No âmbito do Plano a INACE iniciou seu primeiro e projeto de expansão.
As obras concluídas em 1984 com financiamento da SUDENE consistiam no quebra mar que foi triplicado em sua extensão com consequente aumento da baia; aterramento de 30.000 m² para construção do novo pátio de construção; novas linhas ferroviárias foram dispostas paralelamente, conduzindo a um carro de transferência central que leva a embarcação até o elevador de navios. Esta máquina, a maior do gênero no Brasil, tem capacidade para descer ao mar e içar navios de até 1.800 toneladas de peso leve, o que corresponde a um navio de cerca de 5.000 toneladas de porte bruto. A INACE passou a produzir, além de pesqueiros, embarcações de pequeno e médio porte, incluindo rebocadores, barcos de apoio à exploração de petróleo, embarcações de combate à poluição, empurradores e balsas dentre outros.
No final dos anos 80 o Grupo INACE S.A. havia expandido ainda mais sua estrutura que então consistia de 3 empresas de pesca e um frigorífico, além do estaleiro. Também no final dos anos 80 a INACE foi pioneira no emprego do alumínio na construção naval nacional privada, mantendo sua hegemonia por quase 15 anos.
Em 1987 a empresa começou a construção de iates de alto luxo. Foram construídas 6 embarcações, todas em alumínio (excetuando-se a primeira, construída em aço e alumínio). Por se tratar de embarcações construídas sem uma encomenda prévia, foram vendidas nos Estados Unidos da América por preço inferior a fim de tornar conhecido o nome INACE no mercado americano. Nove anos depois, em 1996, a entrega do iate “Joana II”, totalmente construído em alumínio, encomendado pelo campeão da Fórmula 1 e Fórmula Indy Emerson Fittipaldi marcou o fim da construção dos “ iates de prateleira”. Desde então a INACE só constrói iates sob encomenda.
No início da década de 1990 o grupo entrou no mercado hoteleiro com a construção do Marina Park Hotel situado a margem da baía artificial do estaleiro, possuindo um atracadouro para cerca de 50 embarcações. O hotel é estratégico para o estaleiro, já que a maioria dos clientes é de fora do estado podendo ficar comodamente hospedados no hotel, interligado ao estaleiro por uma estrada interna privativa.
Desde sua fundação a Marinha do Brasil é cliente do estaleiro. Entre anos de 1996 a 2000 a INACE estabeleceu outro marco na construção de belonaves no Brasil com a construção dos navios patrulha “Guanabara” e “Guarujá” da Classe Grajaú. A Marinha do Brasil dispõe de uma flotilha de 12 embarcações construídas sob o mesmo projeto e a INACE foi o único estaleiro nacional privado a entregar as embarcações no prazo. As outras embarcações foram construídas em um estaleiro alemão (seis embarcações) e as outras quatro foram terminadas pelo Arsenal de Marinha do Rio de Janeiro.
Em 2009 entregou navio patrulha "Brendan Simbwaye" encomendado a Emgepron pela Marinha da Namíbia de casco igual aos NPa da classe Grajaú. Esse navio é o primeiro a ser construído por uma estaleiro privado no Brasil a vender uma embarcação de guerra para uma nação amiga do Brasil.